# ATP Challenger Tour 2023
Navigation
Saison 2022 Saison 2024
La saison 2023 de l'ATP Challenger Tour, circuit secondaire du tennis masculin professionnel organisé par l'ATP, comprend des tournois répartis en cinq catégories en fonction de leur dotation qui varie de 40 000 à 220 000 $ ou de 36 000 à 200 000 €.

## Répartition des tournois

### Par catégorie
Les tournois sont répartis en cinq catégories en fonction de leur dotation et des points ATP qu'ils distribuent.
| Catégorie du tournoi | Nombre |
| -------------------- | ------ |
| ATP Challenger 175   | 5      |
| ATP Challenger 125   | 35     |
| ATP Challenger 100   | 41     |
| ATP Challenger 75    | 98     |
| ATP Challenger 50    | 17     |

## Palmarès

### Janvier
| Date       | Tournoi                                                                             | Vainqueurs                              | Finalistes                              | Score              |
| ---------- | ----------------------------------------------------------------------------------- | --------------------------------------- | --------------------------------------- | ------------------ |
| 2 janvier  | Open SIFA Nouvelle-Calédonie Nouméa 130 000 $ – Dur – Tableaux                      | Raul Brancaccio                         | Laurent Lokoli                          | 4-6, 7-5, 6-2      |
| 2 janvier  | Open SIFA Nouvelle-Calédonie Nouméa 130 000 $ – Dur – Tableaux                      | Colin Sinclair Jose Rubin Statham       | Toshihide Matsui Kaito Uesugi           | 6-4, 6-3           |
| 2 janvier  | P2 Advisory Canberra International Canberra 130 000 $ – Dur – Tableaux              | Márton Fucsovics                        | Leandro Riedi                           | 7-5, 6-4           |
| 2 janvier  | P2 Advisory Canberra International Canberra 130 000 $ – Dur – Tableaux              | André Göransson Ben McLachlan           | Andrew Harris John-Patrick Smith        | 6-3, 5-7, [10-5]   |
| 2 janvier  | Bangkok Open 1 Nonthaburi 80 000 $ – Dur – Tableaux                                 | Dennis Novak                            | Wu Tung-lin                             | 6-4, 6-4           |
| 2 janvier  | Bangkok Open 1 Nonthaburi 80 000 $ – Dur – Tableaux                                 | Marek Gengel Adam Pavlásek              | Robert Galloway Hans Hach Verdugo       | 7-64, 6-4          |
| 2 janvier  | Challenger Aysa de Tigre 1 Tigre 40 000 $ – Terre battue – Tableaux                 | Juan Manuel Cerúndolo                   | Murkel Dellien                          | 4-6, 6-4, 6-2      |
| 2 janvier  | Challenger Aysa de Tigre 1 Tigre 40 000 $ – Terre battue – Tableaux                 | Guido Andreozzi Ignacio Carou           | Leonardo Aboian Ignacio Monzon          | 5-7, 6-4, [10-5]   |
| 2 janvier  | Oeiras Indoor Open 1 Oeiras 36 000 € – Dur (int.) – Tableaux                        | Joris De Loore                          | Filip Cristian Jianu                    | 6-3, 6-2           |
| 2 janvier  | Oeiras Indoor Open 1 Oeiras 36 000 € – Dur (int.) – Tableaux                        | Vlad Victor Cornea Petr Nouza           | Jonathan Eysseric Pierre-Hugues Herbert | 6-3, 7-63          |
| 9 janvier  | Bangkok Open 2 Nonthaburi 80 000 $ – Dur – Tableaux                                 | Arthur Cazaux                           | Lloyd Harris                            | 7-65, 6-2          |
| 9 janvier  | Bangkok Open 2 Nonthaburi 80 000 $ – Dur – Tableaux                                 | Yuki Bhambri Saketh Myneni              | Christopher Rungkat Akira Santillan     | 2-6, 7-67, [14-12] |
| 9 janvier  | Oeiras Indoor Open 2 Oeiras 73 000 € – Dur (int.) – Tableaux                        | Arthur Fils                             | Joris De Loore                          | 6-1, 7-64          |
| 9 janvier  | Oeiras Indoor Open 2 Oeiras 73 000 € – Dur (int.) – Tableaux                        | Sander Arends David Pel                 | Patrik Niklas-Salminen Bart Stevens     | 6-3, 7-63          |
| 9 janvier  | Challenger Aysa de Tigre 2 Tigre 40 000 $ – Terre battue – Tableaux                 | Juan Manuel Cerúndolo                   | Jesper de Jong                          | 6-3, 2-6, 6-2      |
| 9 janvier  | Challenger Aysa de Tigre 2 Tigre 40 000 $ – Terre battue – Tableaux                 | Daniel Dutra da Silva Oleg Prihodko     | Chung Yun-seong Christian Langmo        | 6-2, 6-2           |
| 16 janvier | Tenerife Challenger 1 Tenerife 118 000 € – Dur – Tableaux                           | Alexander Shevchenko                    | Sebastian Ofner                         | 7-5, 6-2           |
| 16 janvier | Tenerife Challenger 1 Tenerife 118 000 € – Dur – Tableaux                           | Victor Vlad Cornea Sergio Martos Gornés | Patrik Niklas-Salminen Bart Stevens     | 6-3, 6-4           |
| 16 janvier | Brasil Tennis Challenger Piracicaba 80 000 $ – Terre battue – Tableaux              | Andrea Collarini                        | Tomás Barrios Vera                      | 6-2, 7-61          |
| 16 janvier | Brasil Tennis Challenger Piracicaba 80 000 $ – Terre battue – Tableaux              | Orlando Luz Marcelo Zormann             | Andrea Collarini Renzo Olivo            | Forfait            |
| 16 janvier | Bangkok Open 3 Nonthaburi 40 000 $ – Dur – Tableaux                                 | Sho Shimabukuro                         | Arthur Cazaux                           | 6-2, 7-5           |
| 16 janvier | Bangkok Open 3 Nonthaburi 40 000 $ – Dur – Tableaux                                 | Nam Ji-sung Song Min-kyu                | Jan Choinski Stuart Parker              | 6-4, 6-4           |
| 23 janvier | BW Open Ottignies-Louvain-la-Neuve 145 000 € – Dur (int.) – Tableaux                | David Goffin                            | Mikael Ymer                             | 6-4, 6-1           |
| 23 janvier | BW Open Ottignies-Louvain-la-Neuve 145 000 € – Dur (int.) – Tableaux                | Romain Arneodo Tristan-Samuel Weissborn | Roman Jebavý Adam Pavlásek              | 6-4, 6-3           |
| 23 janvier | Open Quimper Bretagne Occidentale Quimper 145 000 € – Dur (int.) – Tableaux         | Grégoire Barrère                        | Arthur Fils                             | 6-1, 6-4           |
| 23 janvier | Open Quimper Bretagne Occidentale Quimper 145 000 € – Dur (int.) – Tableaux         | Sadio Doumbia Fabien Reboul             | Anirudh Chandrasekar Arjun Kadhe        | 6-2, 6-4           |
| 23 janvier | Challenger Dove Men+Care Concepción Concepción 130 000 $ – Terre battue – Tableaux  | Federico Coria                          | Timofey Skatov                          | 6-4, 6-3           |
| 23 janvier | Challenger Dove Men+Care Concepción Concepción 130 000 $ – Terre battue – Tableaux  | Guido Andreozzi Guillermo Durán         | Luciano Darderi Oleg Prihodko           | 7-61, 63-7, [10-7] |
| 30 janvier | Koblenz Open powered by Outlet Montabaur Coblence 118 000 € – Dur (int.) – Tableaux | Roman Safiullin                         | Vasek Pospisil                          | 6-2, 7-5           |
| 30 janvier | Koblenz Open powered by Outlet Montabaur Coblence 118 000 € – Dur (int.) – Tableaux | Fabian Fallert Hendrik Jebens           | Jonathan Eysseric Denys Molchanov       | 7-62, 6-3          |
| 30 janvier | Caterpillar Burnie International Burnie 80 000 $ – Dur – Tableaux                   | Rinky Hijikata                          | James Duckworth                         | 6-3, 6-3           |
| 30 janvier | Caterpillar Burnie International Burnie 80 000 $ – Dur – Tableaux                   | Marc Polmans Max Purcell                | Luke Saville Tristan Schoolkate         | 7-64, 6-4          |
| 30 janvier | Cleveland Open Cleveland 80 000 $ – Dur (int.) – Tableaux                           | Aleksandar Kovacevic                    | Wu Yibing                               | 3-6, 7-5, 7-62     |
| 30 janvier | Cleveland Open Cleveland 80 000 $ – Dur (int.) – Tableaux                           | Robert Galloway Hans Hach Verdugo       | Ruben Gonzales Reese Stalder            | 3-6, 7-5, [10-6]   |
| 30 janvier | Tenerife Challenger 2 Tenerife 73 000 € – Dur – Tableaux                            | Matteo Arnaldi                          | Raúl Brancaccio                         | 6-1, 6-2           |
| 30 janvier | Tenerife Challenger 2 Tenerife 73 000 € – Dur – Tableaux                            | Christian Harrison Shintaro Mochizuki   | Matteo Gigante Francesco Passaro        | 6-4, 6-3           |

### Février
| Date       | Tournoi                                                                          | Vainqueurs                                  | Finalistes                                  | Score              |
| ---------- | -------------------------------------------------------------------------------- | ------------------------------------------- | ------------------------------------------- | ------------------ |
| 6 février  | Vitas Gerulaitis Cup Vilnius 118 000 € – Dur (int.) – Tableaux                   | Liam Broady                                 | Zdeněk Kolář                                | 6-4, 6-4           |
| 6 février  | Vitas Gerulaitis Cup Vilnius 118 000 € – Dur (int.) – Tableaux                   | Ivan Liutarevich Vladyslav Manafov          | Arjun Kadhe Daniel Masur                    | 6-0, 6-2           |
| 6 février  | Tenerife Challenger 3 Tenerife 73 000 € – Dur – Tableaux                         | Matteo Gigante                              | Stefano Travaglia                           | 6-3, 6-2           |
| 6 février  | Tenerife Challenger 3 Tenerife 73 000 € – Dur – Tableaux                         | Andrew Harris Christian Harrison            | Luke Johnson Sem Verbeek                    | 7-66, 64-7, [10-8] |
| 13 février | Bahrain Ministry of Interior Tennis Challenger Manama 160 000 $ – Dur – Tableaux | Thanasi Kokkinakis                          | Abdullah Shelbayh                           | 6-1, 6-4           |
| 13 février | Bahrain Ministry of Interior Tennis Challenger Manama 160 000 $ – Dur – Tableaux | Patrik Niklas-Salminen Bart Stevens         | Ruben Gonzales Fernando Romboli             | 6-3, 6-4           |
| 13 février | Chennai Open Chennai 130 000 $ – Dur – Tableaux                                  | Max Purcell                                 | Nicolas Moreno de Alboran                   | 5-7, 7-62, 6-4     |
| 13 février | Chennai Open Chennai 130 000 $ – Dur – Tableaux                                  | Jay Clarke Arjun Kadhe                      | Sebastian Ofner Nino Serdarušić             | 6-0, 6-4           |
| 13 février | Challenger Cherbourg La Manche Cherbourg 73 000 € – Dur (int.) – Tableaux        | Giulio Zeppieri                             | Titouan Droguet                             | 7-5, 7-64          |
| 13 février | Challenger Cherbourg La Manche Cherbourg 73 000 € – Dur (int.) – Tableaux        | Ivan Liutarevich Vladyslav Manafov          | Karol Drzewiecki Kacper Żuk                 | 7-610, 7-67        |
| 20 février | Abierto GNP Seguros Monterrey 160 000 $ – Dur – Tableaux                         | Nuno Borges                                 | Borna Gojo                                  | 6-4, 7-66          |
| 20 février | Abierto GNP Seguros Monterrey 160 000 $ – Dur – Tableaux                         | André Göransson Ben McLachlan               | Luis David Martínez Cristian Rodríguez      | 6-3, 6-4           |
| 20 février | Bengaluru Open Bangalore 130 000 $ – Dur – Tableaux                              | Max Purcell                                 | James Duckworth                             | 3-6, 7-5, 7-65     |
| 20 février | Bengaluru Open Bangalore 130 000 $ – Dur – Tableaux                              | Chung Yun-seong Hsu Yu-hsiou                | Anirudh Chandrasekar Vijay Sundar Prashanth | 3-6, 7-67, [11-9]  |
| 20 février | Georgia's Rome Challenger Rome 80 000 $ – Dur (int.) – Tableaux                  | Jordan Thompson                             | Alex Michelsen                              | 6-4, 6-2           |
| 20 février | Georgia's Rome Challenger Rome 80 000 $ – Dur (int.) – Tableaux                  | Luke Johnson Sem Verbeek                    | Gabriel Décamps Alex Rybakov                | 6-2, 6-2           |
| 20 février | Citta' Di Rovereto Rovereto 73 000 € – Dur (int.) – Tableaux                     | Dominic Stricker                            | Giulio Zeppieri                             | 7-68, 6-2          |
| 20 février | Citta' Di Rovereto Rovereto 73 000 € – Dur (int.) – Tableaux                     | Victor Vlad Cornea Franko Škugor            | Vladyslav Manafov Oleg Prihodko             | 63-7, 6-2, [10-4]  |
| 27 février | Terega Open Pau Pyrenees Pau 145 000 € – Dur (int.) – Tableaux                   | Luca Van Assche                             | Ugo Humbert                                 | 7-65, 4-6, 7-66    |
| 27 février | Terega Open Pau Pyrenees Pau 145 000 € – Dur (int.) – Tableaux                   | Dan Added Albano Olivetti                   | Julian Cash Constantin Frantzen             | 3-6, 6-1, [10-8]   |
| 27 février | Pune Metropolitan Region Challenger Pune 130 000 $ – Dur – Tableaux              | Max Purcell                                 | Luca Nardi                                  | 6-2, 6-3           |
| 27 février | Pune Metropolitan Region Challenger Pune 130 000 $ – Dur – Tableaux              | Anirudh Chandrasekar Vijay Sundar Prashanth | Toshihide Matsui Kaito Uesugi               | 6-1, 4-6, [10-3]   |
| 27 février | Texas Tennis Classic Waco 80 000 $ – Dur – Tableaux                              | Aleksandar Kovacevic                        | Alexandre Müller                            | 6-3, 4-6, 6-2      |
| 27 février | Texas Tennis Classic Waco 80 000 $ – Dur – Tableaux                              | Ivan Sabanov Matej Sabanov                  | Evan King Mitchell Krueger                  | 6-1, 3-6, [12-10]  |

### Mars
| Date    | Tournoi                                                                             | Vainqueurs                                    | Finalistes                                | Score             |
| ------- | ----------------------------------------------------------------------------------- | --------------------------------------------- | ----------------------------------------- | ----------------- |
| 6 mars  | Puerto Magico Open Puerto Vallarta 130 000 $ – Dur – Tableaux                       | Benoît Paire                                  | Yuta Shimizu                              | 3-6, 6-0, 6-2     |
| 6 mars  | Puerto Magico Open Puerto Vallarta 130 000 $ – Dur – Tableaux                       | Robert Galloway Miguel Ángel Reyes-Varela     | André Göransson Ben McLachlan             | 3-0 ab.           |
| 6 mars  | Copa KIA Challenger de Santiago Santiago 80 000 $ – Terre battue – Tableaux         | Hugo Dellien                                  | Thiago Seyboth Wild                       | 3-6, 6-3, 6-3     |
| 6 mars  | Copa KIA Challenger de Santiago Santiago 80 000 $ – Terre battue – Tableaux         | Pedro Boscardin Dias João Lucas Reis da Silva | Diego Hidalgo Cristian Rodríguez          | 6-4, 3-6, [10-7]  |
| 6 mars  | Challenger BancaStato Città Di Lugano Lugano 73 000 € – Dur (int.) – Tableaux       | Otto Virtanen                                 | Cem İlkel                                 | 6-4, 7-65         |
| 6 mars  | Challenger BancaStato Città Di Lugano Lugano 73 000 € – Dur (int.) – Tableaux       | Zizou Bergs David Pel                         | Constantin Frantzen Hendrik Jebens        | 6-2, 7-66         |
| 6 mars  | Megasaray Hotels Open Antalya 73 000 € – Terre battue – Tableaux                    | Fábián Marozsán                               | Sebastian Ofner                           | 7-5, 6-0          |
| 6 mars  | Megasaray Hotels Open Antalya 73 000 € – Terre battue – Tableaux                    | Filip Bergevi Pétros Tsitsipás                | Sarp Ağabigün Ergi Kırkın                 | 6-2, 6-4          |
| 13 mars | Arizona Tennis Classic Phoenix 220 000 $ – Dur – Tableaux                           | Nuno Borges                                   | Alexander Shevchenko                      | 4-6, 6-2, 6-1     |
| 13 mars | Arizona Tennis Classic Phoenix 220 000 $ – Dur – Tableaux                           | Nathaniel Lammons Jackson Withrow             | Hugo Nys Jan Zieliński                    | 61-7, 6-4, [10-8] |
| 13 mars | Viña Challenger Tennis Viña del Mar 80 000 $ – Terre battue – Tableaux              | Thiago Seyboth Wild                           | Hugo Gaston                               | 7-5, 6-1          |
| 13 mars | Viña Challenger Tennis Viña del Mar 80 000 $ – Terre battue – Tableaux              | Diego Hidalgo Cristian Rodríguez              | Luciano Darderi Andrea Vavassori          | 6-4, 7-65         |
| 13 mars | Kiskút Open Székesfehérvár 36 000 € – Terre battue (int.) – Tableaux                | Hamad Međedović                               | Nino Serdarušić                           | 6-4, 6-3          |
| 13 mars | Kiskút Open Székesfehérvár 36 000 € – Terre battue (int.) – Tableaux                | Bogdan Bobrov Sergey Fomin                    | Sarp Ağabigün Ergi Kırkın                 | 6-2, 5-7, [11-9]  |
| 20 mars | FlowBank Challenger Biel/Bienne Bienne 118 000 € – Dur (int.) – Tableaux            | Jurij Rodionov                                | Liam Broady                               | 6-3, ab.          |
| 20 mars | FlowBank Challenger Biel/Bienne Bienne 118 000 € – Dur (int.) – Tableaux            | Constantin Frantzen Hendrik Jebens            | Victor Vlad Cornea Franko Škugor          | 6-2, 6-4          |
| 20 mars | Challenger Club Els Gorchs Les Franqueses del Vallès 73 000 € – Dur – Tableaux      | Hugo Grenier                                  | Billy Harris                              | 3-6, 6-1, 7-63    |
| 20 mars | Challenger Club Els Gorchs Les Franqueses del Vallès 73 000 € – Dur – Tableaux      | Anirudh Chandrasekar Vijay Sundar Prashanth   | Purav Raja Divij Sharan                   | 7-5, 6-1          |
| 20 mars | Falkensteiner Punta Skala Zadar Open Zadar 73 000 € – Terre battue – Tableaux       | Alessandro Giannessi                          | Sebastian Ofner                           | 6-4, 5-7, 7-66    |
| 20 mars | Falkensteiner Punta Skala Zadar Open Zadar 73 000 € – Terre battue – Tableaux       | Manuel Guinard Nino Serdarušić                | Ivan Sabanov Matej Sabanov                | 6-4, 6-0          |
| 20 mars | Open Saint-Brieuc Armor Agglomération Saint-Brieuc 73 000 € – Dur (int.) – Tableaux | Ričardas Berankis                             | Dan Added                                 | 6-3, 63-7, 7-65   |
| 20 mars | Open Saint-Brieuc Armor Agglomération Saint-Brieuc 73 000 € – Dur (int.) – Tableaux | Dan Added Albano Olivetti                     | Patrik Niklas-Salminen Bart Stevens       | 4-6, 7-67, [10-6] |
| 27 mars | Mexico City Open Mexico 160 000 $ – Terre battue – Tableaux                         | Dominik Köpfer                                | Thiago Agustín Tirante                    | 2-6, 6-4, 6-2     |
| 27 mars | Mexico City Open Mexico 160 000 $ – Terre battue – Tableaux                         | Boris Arias Federico Zeballos                 | Evan King Reese Stalder                   | 7-5, 5-7, [10-2]  |
| 27 mars | Sanremo Tennis Cup Sanremo 145 000 € – Terre battue – Tableaux                      | Luca Van Assche                               | Juan Pablo Varillas                       | 6-1, 6-3          |
| 27 mars | Sanremo Tennis Cup Sanremo 145 000 € – Terre battue – Tableaux                      | Victor Vlad Cornea Franko Škugor              | Nikola Čačić Marcelo Demoliner            | 6-2, 6-3          |
| 27 mars | Play In Challenger Lille 118 000 € – Dur (int.) – Tableaux                          | Otto Virtanen                                 | Max Purcell                               | 63-7, 6-4, 6-2    |
| 27 mars | Play In Challenger Lille 118 000 € – Dur (int.) – Tableaux                          | Max Purcell Jason Taylor                      | Dustin Brown Aisam-Ul-Haq Qureshi         | 7-63, 6-4         |
| 27 mars | Eurofirms Girona - Costa Brava Gérone 73 000 € – Terre battue – Tableaux            | Ivan Gakhov                                   | Gastão Elias                              | 5-7, 6-4, 0-0 ab. |
| 27 mars | Eurofirms Girona - Costa Brava Gérone 73 000 € – Terre battue – Tableaux            | Yuki Bhambri Saketh Myneni                    | Íñigo Cervantes Huegun Oriol Roca Batalla | 6-4, 6-4          |

### Avril
| Date     | Tournoi                                                                            | Vainqueurs                                | Finalistes                                  | Score              |
| -------- | ---------------------------------------------------------------------------------- | ----------------------------------------- | ------------------------------------------- | ------------------ |
| 3 avril  | San Luis Open San Luis Potosí 80 000 $ – Terre battue – Tableaux                   | Tomás Barrios Vera                        | Dominik Köpfer                              | 7-66, 7-5          |
| 3 avril  | San Luis Open San Luis Potosí 80 000 $ – Terre battue – Tableaux                   | Colin Sinclair Adam Walton                | Benjamin Lock Rubin Statham                 | 5-7, 6-3, [10-5]   |
| 3 avril  | Challenger Costa Cálida Región de Murcia Murcie 73 000 € – Terre battue – Tableaux | Matteo Arnaldi                            | Borna Gojo                                  | 6-4, 7-64          |
| 3 avril  | Challenger Costa Cálida Región de Murcia Murcie 73 000 € – Terre battue – Tableaux | Daniel Rincón Abdullah Shelbayh           | Marco Bortolotti Sergio Martos Gornés       | 7-63, 6-4          |
| 3 avril  | Open Citta’ della Disfida Barletta 73 000 € – Terre battue – Tableaux              | Shintaro Mochizuki                        | Santiago Rodríguez Taverna                  | 6-1, 6-4           |
| 3 avril  | Open Citta’ della Disfida Barletta 73 000 € – Terre battue – Tableaux              | Jacopo Berrettini Flavio Cobolli          | Zdeněk Kolář Denys Molchanov                | 1-6, 7-5, [10-6]   |
| 10 avril | Elizabeth Moore Sarasota Open Sarasota 160 000 $ – Terre battue – Tableaux         | Daniel Altmaier                           | Daniel Elahi Galán                          | 7-61, 6-1          |
| 10 avril | Elizabeth Moore Sarasota Open Sarasota 160 000 $ – Terre battue – Tableaux         | Julian Cash Henry Patten                  | Guido Andreozzi Guillermo Durán             | 7-64, 6-4          |
| 10 avril | Mextenis Leon Open León 80 000 $ – Terre battue – Tableaux                         | Giovanni Mpetshi Perricard                | Juan Pablo Ficovich                         | 65-7, 7-66, 7-63   |
| 10 avril | Mextenis Leon Open León 80 000 $ – Terre battue – Tableaux                         | Aziz Dougaz Antoine Escoffier             | Maximilian Neuchrist Michail Pervolarakis   | 7-65, 3-6, [10-5]  |
| 10 avril | II Open Comunidad de Madrid Madrid 73 000 € – Dur – Tableaux                       | Alexander Shevchenko                      | Pedro Cachín                                | 6-4, 6-3           |
| 10 avril | II Open Comunidad de Madrid Madrid 73 000 € – Dur – Tableaux                       | Ivan Liutarevich Vladyslav Manafov        | Patrik Niklas-Salminen Bart Stevens         | 6-4, 6-4           |
| 10 avril | Split Open Split 73 000 € – Terre battue – Tableaux                                | Zsombor Piros                             | Norbert Gombos                              | 7-62, 7-69         |
| 10 avril | Split Open Split 73 000 € – Terre battue – Tableaux                                | Sadio Doumbia Fabien Reboul               | Anirudh Chandrasekar Vijay Sundar Prashanth | 6-4, 6-4           |
| 17 avril | Oeiras Open 3 Oeiras 145 000 € – Terre battue – Tableaux                           | Zsombor Piros                             | Juan Manuel Cerúndolo                       | 6-3, 6-4           |
| 17 avril | Oeiras Open 3 Oeiras 145 000 € – Terre battue – Tableaux                           | Victor Vlad Cornea Franko Škugor          | Marcelo Demoliner Andrea Vavassori          | 7-62, 7-64         |
| 17 avril | ENGIE Open de Tênis Florianópolis 80 000 $ – Terre battue – Tableaux               | Tomás Barrios Vera                        | Alejandro Tabilo                            | 6-4, 6-4           |
| 17 avril | ENGIE Open de Tênis Florianópolis 80 000 $ – Terre battue – Tableaux               | Pedro Boscardin Dias Gustavo Heide        | Christian Oliveira Pedro Sakamoto           | 6-2, 7-5           |
| 17 avril | Morelos Open presentado por Metaxchange Morelos 80 000 $ – Dur – Tableaux          | Thiago Agustín Tirante                    | James Duckworth                             | 7-5, 6-0           |
| 17 avril | Morelos Open presentado por Metaxchange Morelos 80 000 $ – Dur – Tableaux          | Skander Mansouri Michail Pervolarakis     | Benjamin Lock Rubin Statham                 | 6-4, 6-4           |
| 17 avril | Tallahassee Tennis Challenger Tallahassee 80 000 $ – Terre battue – Tableaux       | Zizou Bergs                               | Wu Tung-lin                                 | 7-5, 6-2           |
| 17 avril | Tallahassee Tennis Challenger Tallahassee 80 000 $ – Terre battue – Tableaux       | Federico Agustín Gómez Nicolás Kicker     | William Blumberg Luis David Martínez        | 7-62, 4-6, [13-11] |
| 17 avril | Regione Abruzzo Roseto degli Abruzzi 73 000 € – Terre battue – Tableaux            | Filip Misolic                             | Raphaël Collignon                           | 4-6, 7-5, 7-66     |
| 17 avril | Regione Abruzzo Roseto degli Abruzzi 73 000 € – Terre battue – Tableaux            | Dan Added Titouan Droguet                 | Jacopo Berrettini Andrea Pellegrino         | 6-2, 1-6, [12-10]  |
| 24 avril | Seoul Open Challenger Séoul 160 000 $ – Dur – Tableaux                             | Bu Yunchaokete                            | Aleksandar Vukic                            | 7-64, 6-4          |
| 24 avril | Seoul Open Challenger Séoul 160 000 $ – Dur – Tableaux                             | Max Purcell Yasutaka Uchiyama             | Chung Yun-seong Yuta Shimizu                | 6-1, 6-4           |
| 24 avril | Savannah Challenger Savannah 80 000 $ – Terre battue – Tableaux                    | Facundo Díaz Acosta                       | Tristan Boyer                               | 6-3, 6-1           |
| 24 avril | Savannah Challenger Savannah 80 000 $ – Terre battue – Tableaux                    | William Blumberg Luis David Martínez      | Federico Agustín Gómez Nicolás Kicker       | 6-1, 6-4           |
| 24 avril | Ostra Group Open by Moneta Ostrava 73 000 € – Terre battue – Tableaux              | Zdeněk Kolář                              | Máté Valkusz                                | 6-3, 6-2           |
| 24 avril | Ostra Group Open by Moneta Ostrava 73 000 € – Terre battue – Tableaux              | Robert Galloway Miguel Ángel Reyes-Varela | Guido Andreozzi Guillermo Durán             | 7-5, 7-65          |
| 24 avril | Roma Garden Open Rome 73 000 € – Terre battue – Tableaux                           | Sumit Nagal                               | Jesper de Jong                              | 6-3, 6-2           |
| 24 avril | Roma Garden Open Rome 73 000 € – Terre battue – Tableaux                           | Nicolás Barrientos Francisco Cabral       | Andrey Golubev Denys Molchanov              | 6-3, 6-1           |
| 24 avril | Challenger AAT Legión Sudamericana Buenos Aires 40 000 $ – Terre battue – Tableaux | Thiago Seyboth Wild                       | Luciano Darderi                             | 6-3, 6-3           |
| 24 avril | Challenger AAT Legión Sudamericana Buenos Aires 40 000 $ – Terre battue – Tableaux | Francisco Comesaña Thiago Seyboth Wild    | Hernán Casanova Santiago Rodríguez Taverna  | 6-3, 65-7, [10-6]  |

### Mai
| Date    | Tournoi                                                                                             | Vainqueurs                                  | Finalistes                                 | Score              |
| ------- | --------------------------------------------------------------------------------------------------- | ------------------------------------------- | ------------------------------------------ | ------------------ |
| 1er mai | Open Aix Provence Crédit Agricole Aix-en-Provence 200 000 € – Terre battue – Tableaux               | Andy Murray                                 | Tommy Paul                                 | 2-6, 6-1, 6-2      |
| 1er mai | Open Aix Provence Crédit Agricole Aix-en-Provence 200 000 € – Terre battue – Tableaux               | Jason Kubler John Peers                     | Nuno Borges Francisco Cabral               | 65-7, 6-4, [10-7]  |
| 1er mai | Sardegna Open Cagliari 200 000 € – Terre battue – Tableaux                                          | Ugo Humbert                                 | Laslo Djere                                | 4-6, 7-5, 6-4      |
| 1er mai | Sardegna Open Cagliari 200 000 € – Terre battue – Tableaux                                          | Alexander Erler Lucas Miedler               | Máximo González Andrés Molteni             | 7-66, 6-3          |
| 1er mai | Gwangju Open Challenger Gwangju 80 000 $ – Dur – Tableaux                                           | Jordan Thompson                             | Max Purcell                                | 6-3, 6-2           |
| 1er mai | Gwangju Open Challenger Gwangju 80 000 $ – Dur – Tableaux                                           | Evan King Reese Stalder                     | Andrew Harris John-Patrick Smith           | 6-4, 6-2           |
| 1er mai | Advantage Cars Prague Open by Moneta Prague 73 000 € – Terre battue – Tableaux                      | Dominic Stricker                            | Sebastian Ofner                            | 7-67, 6-3          |
| 1er mai | Advantage Cars Prague Open by Moneta Prague 73 000 € – Terre battue – Tableaux                      | Petr Nouza Andrew Paulson                   | Jiří Barnat Jan Hrazdil                    | 6-4, 6-3           |
| 1er mai | Challenger Dove Men+Care Coquimbo Coquimbo 40 000 $ – Terre battue – Tableaux                       | Matheus Pucinelli de Almeida                | João Lucas Reis da Silva                   | 7-61, 64-7, 6-4    |
| 1er mai | Challenger Dove Men+Care Coquimbo Coquimbo 40 000 $ – Terre battue – Tableaux                       | Valerio Aboian Murkel Dellien               | Tomás Farjat Facundo Juárez                | 7-64, 6-0          |
| 8 mai   | Head Busan Open Pusan 160 000 $ – Dur – Tableaux                                                    | Aleksandar Vukic                            | Max Purcell                                | 6-4, 1-0 ab.       |
| 8 mai   | Head Busan Open Pusan 160 000 $ – Dur – Tableaux                                                    | Evan King Reese Stalder                     | Max Purcell Rubin Statham                  | Forfait            |
| 8 mai   | Danube Upper Austria Open powered by SKE Mauthausen 118 000 € – Terre battue – Tableaux             | Hamad Međedović                             | Filip Misolic                              | 6-2, 65-7, 6-4     |
| 8 mai   | Danube Upper Austria Open powered by SKE Mauthausen 118 000 € – Terre battue – Tableaux             | Romain Arneodo Tristan-Samuel Weissborn     | Constantin Frantzen Hendrik Jebens         | 6-4, 6-2           |
| 8 mai   | Internazionali di Tennis Francavilla al Mare Francavilla al Mare 73 000 € – Terre battue – Tableaux | Alejandro Tabilo                            | Benoît Paire                               | 6-1, 7-5           |
| 8 mai   | Internazionali di Tennis Francavilla al Mare Francavilla al Mare 73 000 € – Terre battue – Tableaux | Nicolás Barrientos Ariel Behar              | Sander Arends Pétros Tsitsipás             | 7-61, 3-6, [10-6]  |
| 8 mai   | TK Sparta Prague Open Prague 73 000 € – Terre battue – Tableaux                                     | Jakub Menšík                                | Dominik Köpfer                             | 6-4, 6-3           |
| 8 mai   | TK Sparta Prague Open Prague 73 000 € – Terre battue – Tableaux                                     | Dan Added Albano Olivetti                   | Miķelis Lībietis Hunter Reese              | 6-4, 6-3           |
| 15 mai  | BNP Paribas Primrose Bordeaux 200 000 € – Terre battue – Tableaux                                   | Ugo Humbert                                 | Tomás Martín Etcheverry                    | 7-63, 6-4          |
| 15 mai  | BNP Paribas Primrose Bordeaux 200 000 € – Terre battue – Tableaux                                   | Lloyd Glasspool Harri Heliövaara            | Sadio Doumbia Fabien Reboul                | 6-4, 6-2           |
| 15 mai  | Piemonte Open Intesa Sanpaolo Turin 200 000 € – Terre battue – Tableaux                             | Dominik Köpfer                              | Federico Gaio                              | 65-7, 6-2, 6-0     |
| 15 mai  | Piemonte Open Intesa Sanpaolo Turin 200 000 € – Terre battue – Tableaux                             | Andrey Golubev Denys Molchanov              | Nathaniel Lammons John Peers               | 7-64, 66-7, [10-5] |
| 15 mai  | KIA Tunis Open Tunis 80 000 $ – Terre battue – Tableaux                                             | Sho Shimabukuro                             | Geoffrey Blancaneaux                       | 6-4, 6-4           |
| 15 mai  | KIA Tunis Open Tunis 80 000 $ – Terre battue – Tableaux                                             | Théo Arribagé Luca Sanchez                  | James McCabe Aziz Ouakaa                   | 4-6, 6-3, [10-5]   |
| 15 mai  | Oeiras Open 4 Oeiras 73 000 € – Terre battue – Tableaux                                             | Facundo Díaz Acosta                         | Aleksandar Vukic                           | 6-4, 6-3           |
| 15 mai  | Oeiras Open 4 Oeiras 73 000 € – Terre battue – Tableaux                                             | Luke Johnson Sem Verbeek                    | Jaime Faria Henrique Rocha                 | 6-7, 7-5, [10-6]   |
| 22 mai  | Macedonian Open Skopje 73 000 € – Terre battue – Tableaux                                           | Máté Valkusz                                | Francisco Comesaña                         | 6-3, 6-4           |
| 22 mai  | Macedonian Open Skopje 73 000 € – Terre battue – Tableaux                                           | Petr Nouza Andrew Paulson                   | Sriram Balaji Jeevan Nedunchezhiyan        | 7-65, 6-3          |
| 29 mai  | UAMS Health Little Rock Open Little Rock 80 000 $ – Dur – Tableaux                                  | Mark Lajal                                  | Beibit Zhukayev                            | 6-4, 7-5           |
| 29 mai  | UAMS Health Little Rock Open Little Rock 80 000 $ – Dur – Tableaux                                  | Nam Ji-Sung Artem Sitak                     | Alexis Galarneau Nicolas Moreno de Alboran | 6-4, 6-4           |
| 29 mai  | Saturn Oil Open Troisdorf 73 000 € – Terre battue – Tableaux                                        | Ivan Gakhov                                 | Frederico Ferreira Silva                   | 6-2, 5-7, 6-3      |
| 29 mai  | Saturn Oil Open Troisdorf 73 000 € – Terre battue – Tableaux                                        | Íñigo Cervantes Huegun Oriol Roca Batalla   | Manuel Guinard Grégoire Jacq               | 6-2, 7-61          |
| 29 mai  | Trofeo FL Service - Città di Vicenza Vicence 73 000 € – Terre battue – Tableaux                     | Francisco Comesaña                          | Pablo Llamas Ruiz                          | 3-6, 6-2, 6-2      |
| 29 mai  | Trofeo FL Service - Città di Vicenza Vicence 73 000 € – Terre battue – Tableaux                     | Anirudh Chandrasekar Vijay Sundar Prashanth | Fernando Romboli Marcelo Zormann           | 6-3, 6-2           |

### Juin
| Date    | Tournoi                                                                               | Vainqueurs                                  | Finalistes                            | Score             |
| ------- | ------------------------------------------------------------------------------------- | ------------------------------------------- | ------------------------------------- | ----------------- |
| 5 juin  | Lexus Surbiton Trophy Surbiton 145 000 € – Gazon – Tableaux                           | Andy Murray                                 | Jurij Rodionov                        | 6-3, 6-2          |
| 5 juin  | Lexus Surbiton Trophy Surbiton 145 000 € – Gazon – Tableaux                           | Liam Broady Jonny O'Mara                    | Alexei Popyrin Aleksandar Vukic       | 6-4, 5-7, [10-8]  |
| 5 juin  | NECKARCUP Heilbronn 145 000 € – Terre battue – Tableaux                               | Matteo Arnaldi                              | Facundo Díaz Acosta                   | 7-64, 6-1         |
| 5 juin  | NECKARCUP Heilbronn 145 000 € – Terre battue – Tableaux                               | Constantin Frantzen Hendrik Jebens          | Victor Vlad Cornea Philipp Oswald     | 7-67, 6-4         |
| 5 juin  | Unicredit Czech Open Prostějov 118 000 € – Terre battue – Tableaux                    | Dalibor Svrčina                             | Tomáš Macháč                          | 6-4, 6-2          |
| 5 juin  | Unicredit Czech Open Prostějov 118 000 € – Terre battue – Tableaux                    | Ariel Behar Adam Pavlásek                   | Marco Bortolotti Sergio Martos Gornés | 7-5, 6-4          |
| 5 juin  | Tyler Tennis Championships Tyler 80 000 $ – Dur – Tableaux                            | Nicolas Moreno de Alboran                   | Mikhail Kukushkin                     | 68-7, 7-60, 6-4   |
| 5 juin  | Tyler Tennis Championships Tyler 80 000 $ – Dur – Tableaux                            | Alex Bolt Andrew Harris                     | Evan King Reese Stalder               | 6-1, 6-4          |
| 12 juin | Internazionali di Tennis Città di Perugia Pérouse 145 000 € – Terre battue – Tableaux | Fábián Marozsán                             | Edoardo Lavagno                       | 6-2, 6-3          |
| 12 juin | Internazionali di Tennis Città di Perugia Pérouse 145 000 € – Terre battue – Tableaux | Boris Arias Federico Zeballos               | Luciano Darderi Juan Pablo Paz        | 7-63, 7-66        |
| 12 juin | Rothesay Open Nottingham 145 000 € – Gazon – Tableaux                                 | Andy Murray                                 | Arthur Cazaux                         | 6-4, 6-4          |
| 12 juin | Rothesay Open Nottingham 145 000 € – Gazon – Tableaux                                 | Jacob Fearnley Johannus Monday              | Liam Broady Jonny O'Mara              | 6-3, 66-7, [10-7] |
| 12 juin | Bratislava Open Bratislava 118 000 € – Terre battue – Tableaux                        | Vitaliy Sachko                              | Dimitar Kuzmanov                      | 2-6, 6-2, 7-62    |
| 12 juin | Bratislava Open Bratislava 118 000 € – Terre battue – Tableaux                        | Ariel Behar Adam Pavlásek                   | Neil Oberleitner Tim Sandkaulen       | 6-4, 6-4          |
| 12 juin | Open Sopra Steria Lyon 118 000 € – Terre battue – Tableaux                            | Felipe Meligeni Alves                       | Alexander Ritschard                   | 6-4, 0-6, 7-67    |
| 12 juin | Open Sopra Steria Lyon 118 000 € – Terre battue – Tableaux                            | Manuel Guinard Grégoire Jacq                | Constantin Frantzen Hendrik Jebens    | 6-4, 2-6, [10-7]  |
| 12 juin | Caribbean Open Palmas del Mar 80 000 $ – Dur – Tableaux                               | Kei Nishikori                               | Michael Zheng                         | 6-2, 7-5          |
| 12 juin | Caribbean Open Palmas del Mar 80 000 $ – Dur – Tableaux                               | Evan King Reese Stalder                     | Toshihide Matsui Kaito Uesugi         | 3-6, 7-5, [11-9]  |
| 19 juin | Lexus Ilkley Trophy Ilkley 145 000 € – Gazon – Tableaux                               | Jason Kubler                                | Sebastian Ofner                       | 6-4, 6-4          |
| 19 juin | Lexus Ilkley Trophy Ilkley 145 000 € – Gazon – Tableaux                               | Gonzalo Escobar Aleksandr Nedovyesov        | Robert Galloway John-Patrick Smith    | 2-6, 7-5, [11-9]  |
| 19 juin | Emilia-Romagna Tennis Cup Montechiarugolo 145 000 € – Terre battue – Tableaux         | Alexandre Müller                            | Francesco Maestrelli                  | 6-1, 6-4          |
| 19 juin | Emilia-Romagna Tennis Cup Montechiarugolo 145 000 € – Terre battue – Tableaux         | Jonathan Eysseric Miguel Ángel Reyes-Varela | Luca Margaroli Ramkumar Ramanathan    | 6-2, 6-3          |
| 19 juin | Enea Poznan Open Poznań 118 000 € – Terre battue – Tableaux                           | Mariano Navone                              | Tomás Barrios Vera                    | 7-5, 6-3          |
| 19 juin | Enea Poznan Open Poznań 118 000 € – Terre battue – Tableaux                           | Karol Drzewiecki Petr Nouza                 | Ariel Behar Adam Pavlásek             | 7-62, 7-62        |
| 19 juin | Directv Open Cali Cali 80 000 $ – Terre battue – Tableaux                             | Federico Delbonis                           | Guido Andreozzi                       | 6-4, 66-7, 6-3    |
| 19 juin | Directv Open Cali Cali 80 000 $ – Terre battue – Tableaux                             | Guido Andreozzi Cristian Rodríguez          | Orlando Luz Oleg Prihodko             | 6-3, 6-4          |
| 19 juin | Internationaux de Tennis de Blois Blois 73 000 € – Terre battue – Tableaux            | Quentin Halys                               | Kyrian Jacquet                        | 4-6, 6-2, 2-0 ab. |
| 19 juin | Internationaux de Tennis de Blois Blois 73 000 € – Terre battue – Tableaux            | Dan Added Grégoire Jacq                     | Théo Arribagé Luca Sanchez            | 6-4, 6-4          |
| 26 juin | Modena Challenger Modène 73 000 € – Terre battue – Tableaux                           | Emilio Nava                                 | Titouan Droguet                       | 65-7, 7-66, 6-4   |
| 26 juin | Modena Challenger Modène 73 000 € – Terre battue – Tableaux                           | William Blumberg Luis David Martínez        | Roman Jebavý Vladyslav Manafov        | 6-4, 6-4          |
| 26 juin | Jumbo Open Rionegro Medellín 40 000 $ – Terre battue – Tableaux                       | Patrick Kypson                              | Benjamin Lock                         | 6-3, 6-3          |
| 26 juin | Jumbo Open Rionegro Medellín 40 000 $ – Terre battue – Tableaux                       | Juan Sebastián Gómez Andrés Urrea           | Orlando Luz Oleg Prihodko             | 6-3, 7-610        |

### Juillet
| Date       | Tournoi                                                                               | Vainqueurs                                | Finalistes                                  | Score             |
| ---------- | ------------------------------------------------------------------------------------- | ----------------------------------------- | ------------------------------------------- | ----------------- |
| 3 juillet  | Cranbrook Tennis Classic Bloomfield Hills 80 000 $ - Dur - Tableaux                   | Steve Johnson                             | Mikhail Kukushkin                           | 6-4, 67-7, 7-64   |
| 3 juillet  | Cranbrook Tennis Classic Bloomfield Hills 80 000 $ - Dur - Tableaux                   | Tristan Schoolkate Adam Walton            | Blake Ellis Calum Puttergill                | 7-5, 6-3          |
| 3 juillet  | Tennis Open Karlsruhe Karlsruhe 73 000 € - Terre battue - Tableaux                    | Alejandro Tabilo                          | Giulio Zeppieri                             | 2-6, 1-0, ab.     |
| 3 juillet  | Tennis Open Karlsruhe Karlsruhe 73 000 € - Terre battue - Tableaux                    | Neil Oberleitner Tim Sandkaulen           | Vít Kopřiva Michail Pervolarakis            | 6-1, 6-1          |
| 3 juillet  | Aspria Tennis Cup Milan 73 000 € - Terre battue - Tableaux                            | Facundo Díaz Acosta                       | Matteo Gigante                              | 6-3, 6-3          |
| 3 juillet  | Aspria Tennis Cup Milan 73 000 € - Terre battue - Tableaux                            | Jonathan Eysseric Denys Molchanov         | Théo Arribagé Luca Sanchez                  | 6-2, 6-4          |
| 3 juillet  | Internationaux de Tennis de Troyes Troyes 36 000 € - Terre battue - Tableaux          | Manuel Guinard                            | Calvin Hemery                               | 6-4, 6-3          |
| 3 juillet  | Internationaux de Tennis de Troyes Troyes 36 000 € - Terre battue - Tableaux          | Manuel Guinard Grégoire Jacq              | Álvaro López San Martín Daniel Rincón       | Forfait           |
| 3 juillet  | AAT Challenger Santa Fe Santa Fe 40 000 $ - Terre battue - Tableaux                   | Mariano Navone                            | Daniel Vallejo                              | 6-2, 6-4          |
| 3 juillet  | AAT Challenger Santa Fe Santa Fe 40 000 $ - Terre battue - Tableaux                   | Vasil Kirkov Matías Soto                  | Ignacio Carou Ignacio Monzón                | 7-63, 6-2         |
| 10 juillet | Brawo Open Brunswick 145 000 € - Terre battue - Tableaux                              | Franco Agamenone                          | Pavel Kotov                                 | 7-5, 6-3          |
| 10 juillet | Brawo Open Brunswick 145 000 € - Terre battue - Tableaux                              | Pierre-Hugues Herbert Arthur Reymond      | Rithvik Choudary Bollipalli Arjun Kadhe     | 7-67, 6-4         |
| 10 juillet | Sparkasse Salzburg Open Salzbourg 145 000 € - Terre battue - Tableaux                 | Sebastian Ofner                           | Lukas Neumayer                              | 6-3, 6-2          |
| 10 juillet | Sparkasse Salzburg Open Salzbourg 145 000 € - Terre battue - Tableaux                 | Andrey Golubev Denys Molchanov            | Anirudh Chandrasekar Vijay Sundar Prashanth | 6-4, 7-68         |
| 10 juillet | Concord Iasi Open Iași 118 000 € - Terre battue - Tableaux                            | Hugo Gaston                               | Bernabé Zapata Miralles                     | 3-6, 6-0, 6-4     |
| 10 juillet | Concord Iasi Open Iași 118 000 € - Terre battue - Tableaux                            | Nicolás Barrientos Aisam-Ul-Haq Qureshi   | Gabi Adrian Boitan Bogdan Pavel             | 6-3, 6-3          |
| 10 juillet | San Benedetto Tennis Cup San Benedetto del Tronto 118 000 € - Terre battue - Tableaux | Benoît Paire                              | Richard Gasquet                             | 4-6, 6-1, 6-1     |
| 10 juillet | San Benedetto Tennis Cup San Benedetto del Tronto 118 000 € - Terre battue - Tableaux | Fernando Romboli Marcelo Zormann          | Diego Hidalgo Cristian Rodríguez            | 6-3, 6-4          |
| 10 juillet | Chicago Men's Challenger Chicago 80 000 $ - Dur - Tableaux                            | Alex Michelsen                            | Yuta Shimizu                                | 7-5, 6-2          |
| 10 juillet | Chicago Men's Challenger Chicago 80 000 $ - Dur - Tableaux                            | Miķelis Lībietis Skander Mansouri         | Chung Yun-seong Andrew Harris               | 7-65, 6-3         |
| 17 juillet | Les Championnats Banque Nationale de Granby Granby 130 000 $ - Dur - Tableaux         | Alexis Galarneau                          | Philip Sekulic                              | 6-4, 3-6, 6-3     |
| 17 juillet | Les Championnats Banque Nationale de Granby Granby 130 000 $ - Dur - Tableaux         | Christian Harrison Miķelis Lībietis       | Tristan Schoolkate Adam Walton              | 6-4, 6-3          |
| 17 juillet | Citta di Trieste Challenger Trieste 118 000 € - Terre battue - Tableaux               | Hugo Gaston                               | Francesco Passaro                           | 6-3, 5-7, 6-2     |
| 17 juillet | Citta di Trieste Challenger Trieste 118 000 € - Terre battue - Tableaux               | Matthew Romios Jason Taylor               | Marco Bortolotti Andrea Pellegrino          | 4-6, 7-5, [10-6]  |
| 17 juillet | Van Mossel KIA Dutch Open Amersfoort 73 000 € - Terre battue - Tableaux               | Maximilian Marterer                       | Titouan Droguet                             | 6-4, 6-2          |
| 17 juillet | Van Mossel KIA Dutch Open Amersfoort 73 000 € - Terre battue - Tableaux               | Manuel Guinard Grégoire Jacq              | Mats Hermans Sander Jong                    | 6-4, 6-4          |
| 17 juillet | Open de Tenis Ciudad de Pozoblanco Pozoblanco 73 000 € - Dur - Tableaux               | Hugo Grenier                              | Juan Pablo Ficovich                         | 64-7, 6-2, 7-63   |
| 17 juillet | Open de Tenis Ciudad de Pozoblanco Pozoblanco 73 000 € - Dur - Tableaux               | Nam Ji-sung Song Min-kyu                  | Luke Johnson Benjamin Lock                  | 2-6, 6-4, [10-8]  |
| 17 juillet | Tampere Open Tampere 73 000 € - Terre battue - Tableaux                               | Sumit Nagal                               | Dalibor Svrčina                             | 6-4, 7-5          |
| 17 juillet | Tampere Open Tampere 73 000 € - Terre battue - Tableaux                               | Szymon Kielan Piotr Matuszewski           | Vladyslav Orlov Adam Taylor                 | 6-4, 7-67         |
| 24 juillet | Finaport Zug Open Zoug 145 000 € - Terre battue - Tableaux                            | Arthur Rinderknech                        | Joris De Loore                              | 3-6, 6-3, 6-4     |
| 24 juillet | Finaport Zug Open Zoug 145 000 € - Terre battue - Tableaux                            | Théo Arribagé Luca Sanchez                | Ergi Kırkın Dalibor Svrčina                 | 6-3, 7-5          |
| 24 juillet | Open Castilla y León Ségovie 118 000 € - Dur - Tableaux                               | Pablo Llamas Ruiz                         | Antoine Escoffier                           | 7-69, 7-65        |
| 24 juillet | Open Castilla y León Ségovie 118 000 € - Dur - Tableaux                               | Dan Added Pierre-Hugues Herbert           | Francis Alcantara Sun Fajing                | 4-6, 6-3, [12-10] |
| 24 juillet | Internazionali di Tennis Verona Vérone 118 000 € - Terre battue - Tableaux            | Vít Kopřiva                               | Vitaliy Sachko                              | 1-6, 7-63, 6-2    |
| 24 juillet | Internazionali di Tennis Verona Vérone 118 000 € - Terre battue - Tableaux            | Federico Gaio Andrea Pellegrino           | Daniel Dutra da Silva Nick Hardt            | 7-66, 6-2         |
| 24 juillet | Challenger de Salinas Salinas 80 000 $ - Dur - Tableaux                               | Illya Marchenko                           | Matija Pecotić                              | 6-4, 6-4          |
| 24 juillet | Challenger de Salinas Salinas 80 000 $ - Dur - Tableaux                               | Vasil Kirkov Alfredo Perez                | Ángel Díaz Jalil Álvaro Guillén Meza        | 7-5, 7-5          |
| 24 juillet | President's Cup Astana 40 000 $ - Dur - Tableaux                                      | Denis Yevseyev                            | Khumoyun Sultanov                           | 7-5, 2-6, 6-4     |
| 24 juillet | President's Cup Astana 40 000 $ - Dur - Tableaux                                      | S. D. Prajwal Dev Niki Kaliyanda Poonacha | Toshihide Matsui Kaito Uesugi               | 6-3, 7-64         |
| 31 juillet | Porto Open Porto 145 000 € - Dur - Tableaux                                           | Luca Nardi                                | João Sousa                                  | 5-7, 6-4, 6-1     |
| 31 juillet | Porto Open Porto 145 000 € - Dur - Tableaux                                           | Toshihide Matsui Kaito Uesugi             | Rithvik Choudary Bollipalli Arjun Kadhe     | 65-7, 6-3, [10-5] |
| 31 juillet | San Marino Open Saint-Marin 145 000 € - Terre battue - Tableaux                       | Jaume Munar                               | Andrea Pellegrino                           | 6-4, 6-1          |
| 31 juillet | San Marino Open Saint-Marin 145 000 € - Terre battue - Tableaux                       | Ivan Liutarevich Vladyslav Manafov        | Théo Arribagé Luca Sanchez                  | 6-4, 7-68         |
| 31 juillet | Platzmann Open Lüdenscheid 118 000 € - Terre battue - Tableaux                        | Duje Ajduković                            | Hugo Dellien                                | 7-5, 6-4          |
| 31 juillet | Platzmann Open Lüdenscheid 118 000 € - Terre battue - Tableaux                        | Luca Margaroli Santiago Rodríguez Taverna | Jakob Schnaitter Kai Wehnelt                | 7-64, 6-4         |
| 31 juillet | Lexington Challenger Lexington 80 000 $ - Dur - Tableaux                              | Steve Johnson                             | Arthur Cazaux                               | 7-65, 6-4         |
| 31 juillet | Lexington Challenger Lexington 80 000 $ - Dur - Tableaux                              | Eliot Spizzirri Tyler Zink                | George Goldhoff Vasil Kirkov                | 4-6, 6-3, [10-8]  |
| 31 juillet | Svijany Open by Moneta Money Bank Liberec 73 000 € - Terre battue - Tableaux          | Francisco Comesaña                        | Toby Kodat                                  | 6-2, 6-4          |
| 31 juillet | Svijany Open by Moneta Money Bank Liberec 73 000 € - Terre battue - Tableaux          | Petr Nouza Andrew Paulson                 | Neil Oberleitner Tim Sandkaulen             | 6-3, 6-4          |

### Août
| Date    | Tournoi                                                                                  | Vainqueurs                         | Finalistes                                        | Score              |
| ------- | ---------------------------------------------------------------------------------------- | ---------------------------------- | ------------------------------------------------- | ------------------ |
| 7 août  | RD Open Saint-Domingue 160 000 $ - Terre battue - Tableaux                               | Genaro Alberto Olivieri            | Marco Trungelliti                                 | 7-5, 2-6, 6-4      |
| 7 août  | RD Open Saint-Domingue 160 000 $ - Terre battue - Tableaux                               | Pedro Boscardin Dias Gustavo Heide | Diego Hidalgo Cristian Rodríguez                  | 6-4, 7-5           |
| 7 août  | Banja Luka Open Banja Luka 118 000 € - Terre battue - Tableaux                           | Dino Prižmić                       | Kimmer Coppejans                                  | 6-2, 6-3           |
| 7 août  | Banja Luka Open Banja Luka 118 000 € - Terre battue - Tableaux                           | Victor Vlad Cornea Philipp Oswald  | Andrey Golubev Denys Molchanov                    | 3-6, 6-1, [15-13]  |
| 7 août  | Atlantic Tire Championships 1 Cary 80 000 $ - Dur - Tableaux                             | Adam Walton                        | Nicolas Moreno de Alboran                         | 6-4, 3-6, 7-5      |
| 7 août  | Atlantic Tire Championships 1 Cary 80 000 $ - Dur - Tableaux                             | Evan King Reese Stalder            | Miķelis Lībietis Adam Walton                      | 6-3, 7-64          |
| 7 août  | Serena Wines 1881 - Acqua Maniva Tennis Cup Cordenons 73 000 € - Terre battue - Tableaux | Matteo Gigante                     | Lukas Neumayer                                    | 6-0, 6-2           |
| 7 août  | Serena Wines 1881 - Acqua Maniva Tennis Cup Cordenons 73 000 € - Terre battue - Tableaux | Giovanni Fonio Francesco Forti     | Niki Kaliyanda Poonacha Adam Taylor               | 5-7, 6-1, [10-7]   |
| 7 août  | M.A.R.A. Open Meerbusch 73 000 € - Terre battue - Tableaux                               | Jan Choinski                       | Camilo Ugo Carabelli                              | 6-4, 6-0           |
| 7 août  | M.A.R.A. Open Meerbusch 73 000 € - Terre battue - Tableaux                               | Manuel Guinard Grégoire Jacq       | Fernando Romboli Marcelo Zormann                  | 7-5, 7-63          |
| 14 août | Golden Gate Open Stanford 160 000 $ - Dur - Tableaux                                     | Constant Lestienne                 | Emilio Nava                                       | 7-64, 6-2          |
| 14 août | Golden Gate Open Stanford 160 000 $ - Dur - Tableaux                                     | Diego Hidalgo Cristian Rodríguez   | Julian Cash Henry Patten                          | 61-7, 6-4, [10-8]  |
| 14 août | Lotto Kozerki Open Grodzisk Mazowiecki 118 000 € - Dur - Tableaux                        | Jesper de Jong                     | Benjamin Hassan                                   | 6-3, 6-3           |
| 14 août | Lotto Kozerki Open Grodzisk Mazowiecki 118 000 € - Dur - Tableaux                        | Théo Arribagé Luca Sanchez         | Anirudh Chandrasekar Vijay Sundar Prashanth       | 6-4, 6-4           |
| 14 août | Internazionali di Tennis Citta di Todi Todi 73 000 € - Terre battue - Tableaux           | Luciano Darderi                    | Clément Tabur                                     | 6-4, 65-7, 6-1     |
| 14 août | Internazionali di Tennis Citta di Todi Todi 73 000 € - Terre battue - Tableaux           | Fernando Romboli Marcelo Zormann   | Román Andrés Burruchaga Orlando Luz               | 613-7, 6-4, [10-5] |
| 14 août | Winnipeg National Bank Challenger Winnipeg 80 000 $ - Dur - Tableaux                     | Ryan Peniston                      | Leandro Riedi                                     | 6-4, 4-6, 6-4      |
| 14 août | Winnipeg National Bank Challenger Winnipeg 80 000 $ - Dur - Tableaux                     | Gabriel Diallo Leandro Riedi       | Juan Carlos Aguilar Taha Baadi                    | 6-2, 6-3           |
| 21 août | Schwaben Open Augsbourg 36 000 € - Terre battue - Tableaux                               | Carlos Taberner                    | Oriol Roca Batalla                                | 6-4, 6-4           |
| 21 août | Schwaben Open Augsbourg 36 000 € - Terre battue - Tableaux                               | Constantin Frantzen Hendrik Jebens | Constantin Bittoun Kouzmine Volodymyr Uzhylovskyi | 6-2, 6-2           |
| 21 août | Lima Challenger Lima 40 000 $ - Terre battue - Tableaux                                  | Álvaro Guillén Meza                | Blaise Bicknell                                   | 7-63, 6-1          |
| 21 août | Lima Challenger Lima 40 000 $ - Terre battue - Tableaux                                  | Gonzalo Bueno Daniel Vallejo       | Ignacio Buse Jorge Panta                          | 6-4, 6-2           |
| 21 août | IBG Prague Open Prague 36 000 € - Terre battue - Tableaux                                | Rudolf Molleker                    | Gabriel Debru                                     | 6-2, 6-2           |
| 21 août | IBG Prague Open Prague 36 000 € - Terre battue - Tableaux                                | Petr Nouza Andrew Paulson          | Filip Bergevi Mick Veldheer                       | 7-5, 6-3           |
| 21 août | Hengqin International Tennis Challenger Zhuhai 40 000 $ - Dur - Tableaux                 | Arthur Weber                       | Jason Jung                                        | 6-3, 5-7, 6-3      |
| 21 août | Hengqin International Tennis Challenger Zhuhai 40 000 $ - Dur - Tableaux                 | Luca Castelnuovo Filip Peliwo      | Li Hanwen Li Zhe                                  | 7-5, 7-64          |
| 28 août | Challenger Città di Como Côme 73 000 € - Terre battue - Tableaux                         | Thiago Seyboth Wild                | Pedro Martínez                                    | 5-7, 6-2, 6-3      |
| 28 août | Challenger Città di Como Côme 73 000 € - Terre battue - Tableaux                         | Constantin Frantzen Hendrik Jebens | Filip Bergevi Mick Veldheer                       | 6-3, 6-4           |
| 28 août | Rafa Nadal Open Majorque 73 000 € - Dur - Tableaux                                       | Hamad Medjedovic                   | Harold Mayot                                      | 6-2, 4-6, 6-2      |
| 28 août | Rafa Nadal Open Majorque 73 000 € - Dur - Tableaux                                       | Daniel Cukierman Joshua Paris      | Sriram Balaji Ramkumar Ramanathan                 | 6-4, 6-4           |
| 28 août | Zhangjiagang International Challenger Zhangjiagang 80 000 $ - Dur - Tableaux             | Térence Atmane                     | Mikalai Haliak                                    | 6-1, 6-2           |
| 28 août | Zhangjiagang International Challenger Zhangjiagang 80 000 $ - Dur - Tableaux             | Ray Ho Matthew Romios              | Francis Alcantara Sun Fajing                      | 6-3, 6-4           |

### Septembre
| Date         | Tournoi                                                                       | Vainqueurs                            | Finalistes                                | Score             |
| ------------ | ----------------------------------------------------------------------------- | ------------------------------------- | ----------------------------------------- | ----------------- |
| 4 septembre  | AON Open Challenger Gênes 145 000 € - Terre battue - Tableaux                 | Thiago Seyboth Wild                   | Fabio Fognini                             | 6-2, 7-63         |
| 4 septembre  | AON Open Challenger Gênes 145 000 € - Terre battue - Tableaux                 | Giovanni Oradini Lorenzo Rottoli      | Ivan Sabanov Matej Sabanov                | 6-4, 6-3          |
| 4 septembre  | LX Copa Sevilla Séville 145 000 € - Terre battue - Tableaux                   | Roberto Carballés Baena               | Calvin Hemery                             | 6-3, 6-1          |
| 4 septembre  | LX Copa Sevilla Séville 145 000 € - Terre battue - Tableaux                   | Alberto Barroso Campos Pedro Martínez | Sriram Balaji Fernando Romboli            | 3-6, 7-65, [11-9] |
| 4 septembre  | Road to the Rolex Shanghai Masters Shanghai 130 000 $ - Dur - Tableaux        | Christopher O'Connell                 | Yosuke Watanuki                           | 6-3, 7-5          |
| 4 septembre  | Road to the Rolex Shanghai Masters Shanghai 130 000 $ - Dur - Tableaux        | Alex Bolt Luke Saville                | Bu Yunchaokete Te Rigele                  | 4-6, 6-3, [11-9]  |
| 4 septembre  | NO OPEN powered by EVN Tulln 118 000 € - Terre battue - Tableaux              | Vít Kopřiva                           | Sumit Nagal                               | 6-2, 6-4          |
| 4 septembre  | NO OPEN powered by EVN Tulln 118 000 € - Terre battue - Tableaux              | Zdeněk Kolář Blaž Rola                | Piotr Matuszewski Kai Wehnelt             | 6-4, 4-6, [10-6]  |
| 4 septembre  | Cassis Open Provence by Cabesto Cassis 73 000 € - Dur - Tableaux              | Mattia Bellucci                       | Tomáš Macháč                              | 6-3, 6-4          |
| 4 septembre  | Cassis Open Provence by Cabesto Cassis 73 000 € - Dur - Tableaux              | Dan Added Jonathan Eysseric           | Liam Broady Antoine Hoang                 | 6-0, 4-6, [11-9]  |
| 4 septembre  | Istanbul Challenger TED Open Istanbul 80 000 $ - Dur - Tableaux               | Damir Džumhur                         | Lukáš Klein                               | 7-65, 6-3         |
| 4 septembre  | Istanbul Challenger TED Open Istanbul 80 000 $ - Dur - Tableaux               | Luke Johnson Skander Mansouri         | Sander Arends Aisam-Ul-Haq Qureshi        | 7-63, 6-3         |
| 11 septembre | Invest in Szczecin Open Szczecin 145 000 € - Terre battue - Tableaux          | Federico Coria                        | Vít Kopřiva                               | 6-1, 7-64         |
| 11 septembre | Invest in Szczecin Open Szczecin 145 000 € - Terre battue - Tableaux          | Andrew Paulson Vitaliy Sachko         | Zdeněk Kolář Sergio Martos Gornés         | 6-1, 7-66         |
| 11 septembre | Open Blot Rennes Rennes 118 000 € - Dur (int.) - Tableaux                     | Maxime Cressy                         | Benjamin Bonzi                            | 6-3, 2-0 ab.      |
| 11 septembre | Open Blot Rennes Rennes 118 000 € - Dur (int.) - Tableaux                     | Sander Arends David Pel               | Antoine Escoffier Niki Kaliyanda Poonacha | 6-3, 6-2          |
| 11 septembre | Atlantic Tire Championships 2 Cary 80 000 $ - Dur - Tableaux                  | Zachary Svajda                        | Rinky Hijikata                            | 7-63, 4-6, 6-1    |
| 11 septembre | Atlantic Tire Championships 2 Cary 80 000 $ - Dur - Tableaux                  | Andrew Harris Rinky Hijikata          | William Blumberg Luis David Martínez      | 6-4, 3-6, [10-6]  |
| 11 septembre | Guangzhou Nansha International Challenger Guangzhou 80 000 $ - Dur - Tableaux | Térence Atmane                        | Marc Polmans                              | 4-6, 7-67, 6-4    |
| 11 septembre | Guangzhou Nansha International Challenger Guangzhou 80 000 $ - Dur - Tableaux | Antoine Bellier Luca Castelnuovo      | Ray Ho Matthew Romios                     | 6-3, 7-65         |
| 11 septembre | Challenger Bolivia Santa Cruz de la Sierra 80 000 $ - Terre battue - Tableaux | Mariano Navone                        | Francisco Comesaña                        | 4-6, 7-5, 6-1     |
| 11 septembre | Challenger Bolivia Santa Cruz de la Sierra 80 000 $ - Terre battue - Tableaux | Boris Arias Federico Zeballos         | Matías Soto Gonzalo Villanueva            | 6-2, 4-6, [10-7]  |
| 18 septembre | Layjet Open Bad Waltersdorf 145 000 € - Terre battue - Tableaux               | Andrea Pellegrino                     | Dennis Novak                              | 1-6, 7-65, 6-3    |
| 18 septembre | Layjet Open Bad Waltersdorf 145 000 € - Terre battue - Tableaux               | Constantin Frantzen Hendrik Jebens    | Marco Bortolotti Francesco Passaro        | 6-1, 6-2          |
| 18 septembre | Saint-Tropez Open Saint-Tropez 145 000 € - Dur - Tableaux                     | Constant Lestienne                    | Liam Broady                               | 4-6, 6-3, 6-4     |
| 18 septembre | Saint-Tropez Open Saint-Tropez 145 000 € - Dur - Tableaux                     | Dan Added Albano Olivetti             | Jonathan Eysseric Harold Mayot            | 3-6, 1-0 ab.      |
| 18 septembre | Antofagasta Challenger Antofagasta 130 000 $ - Terre battue - Tableaux        | Camilo Ugo Carabelli                  | Tristan Boyer                             | 3-6, 6-1, 7-5     |
| 18 septembre | Antofagasta Challenger Antofagasta 130 000 $ - Terre battue - Tableaux        | Boris Arias Federico Zeballos         | Luciano Darderi Murkel Dellien            | 5-7, 6-4, [10-8]  |
| 18 septembre | Columbus Challenger Columbus 80 000 $ - Dur (int.) - Tableaux                 | Denis Kudla                           | Alexis Galarneau                          | 6-2, 6-1          |
| 18 septembre | Columbus Challenger Columbus 80 000 $ - Dur (int.) - Tableaux                 | Robert Cash James Trotter             | Guido Andreozzi Hans Hach Verdugo         | 6-4, 2-6, [10-7]  |
| 18 septembre | BCR Sibiu Open Sibiu 73 000 € - Terre battue - Tableaux                       | Nerman Fatić                          | Damir Džumhur                             | 6-2, 6-4          |
| 18 septembre | BCR Sibiu Open Sibiu 73 000 € - Terre battue - Tableaux                       | Andrew Paulson Michael Vrbenský       | Piotr Matuszewski Kai Wehnelt             | 6-2, 6-2          |
| 25 septembre | Directv Open Bogota Bogotá 160 000 $ - Terre battue - Tableaux                | Thiago Agustín Tirante                | Gustavo Heide                             | Forfait           |
| 25 septembre | Directv Open Bogota Bogotá 160 000 $ - Terre battue - Tableaux                | Renzo Olivo Thiago Agustín Tirante    | Guillermo Durán Orlando Luz               | 7-66, 6-4         |
| 25 septembre | Co'met Orleans Open Orléans 145 000 € - Dur (int.) - Tableaux                 | Tomáš Macháč                          | Jack Draper                               | 6-4, 4-6, 6-3     |
| 25 septembre | Co'met Orleans Open Orléans 145 000 € - Dur (int.) - Tableaux                 | Constantin Frantzen Hendrik Jebens    | Henry Patten John-Patrick Smith           | 7-65, 7-612       |
| 25 septembre | Braga Open Braga 73 000 € - Terre battue - Tableaux                           | Oriol Roca Batalla                    | Duje Ajduković                            | 4-6, 6-1, 6-1     |
| 25 septembre | Braga Open Braga 73 000 € - Terre battue - Tableaux                           | Marco Bortolotti Alexandru Jecan      | Stefano Travaglia Alexander Weis          | 7-5, 7-5          |
| 25 septembre | LTP Challenger Charleston 80 000 $ - Dur - Tableaux                           | Abdullah Shelbayh                     | Oliver Crawford                           | 6-2, 65-7, 6-3    |
| 25 septembre | LTP Challenger Charleston 80 000 $ - Dur - Tableaux                           | Luke Johnson Skander Mansouri         | Nicholas Bybel Oliver Crawford            | 6-4, 6-4          |

### Octobre
| Date       | Tournoi                                                                        | Vainqueurs                                      | Finalistes                                | Score             |
| ---------- | ------------------------------------------------------------------------------ | ----------------------------------------------- | ----------------------------------------- | ----------------- |
| 2 octobre  | Alicante Ferrero Challenger Alicante 118 000 € - Dur - Tableaux                | Constant Lestienne                              | Hugo Grenier                              | 610-7, 6-2, 6-4   |
| 2 octobre  | Alicante Ferrero Challenger Alicante 118 000 € - Dur - Tableaux                | Niki Kaliyanda Poonacha Divij Sharan            | Jeevan Nedunchezhiyan John-Patrick Smith  | 6-4, 3-6, [10-7]  |
| 2 octobre  | Campeonato Internacional de Tênis Campinas 130 000 $ - Terre battue - Tableaux | Thiago Monteiro                                 | Camilo Ugo Carabelli                      | 3-6, 6-4, 6-4     |
| 2 octobre  | Campeonato Internacional de Tênis Campinas 130 000 $ - Terre battue - Tableaux | Guido Andreozzi Guillermo Durán                 | Diego Hidalgo Cristian Rodríguez          | 7-64, 6-3         |
| 2 octobre  | Open de Vendée Mouilleron-le-Captif 118 000 € - Dur (int.) - Tableaux          | Tomáš Macháč                                    | Arthur Fery                               | 6-3, 6-4          |
| 2 octobre  | Open de Vendée Mouilleron-le-Captif 118 000 € - Dur (int.) - Tableaux          | Julian Cash Robert Galloway                     | Maxime Cressy Otto Virtanen               | 6-4, 5-7, [12-10] |
| 2 octobre  | Del Monte Lisboa Belém Open Lisbonne 73 000 € - Terre battue - Tableaux        | Flavio Cobolli                                  | Benjamin Hassan                           | 7-5, 7-5          |
| 2 octobre  | Del Monte Lisboa Belém Open Lisbonne 73 000 € - Terre battue - Tableaux        | Karol Drzewiecki Zdeněk Kolář                   | Jaime Faria Henrique Rocha                | 6-2, 7-65         |
| 2 octobre  | Tiburon Challenger Tiburon 80 000 $ - Dur - Tableaux                           | Zachary Svajda                                  | Adam Walton                               | 6-2, 6-2          |
| 2 octobre  | Tiburon Challenger Tiburon 80 000 $ - Dur - Tableaux                           | Luke Johnson Skander Mansouri                   | William Blumberg Luis David Martínez      | 6-2, 6-3          |
| 9 octobre  | Peugeot Slovak Open Bratislava 145 000 € - Dur (int.) - Tableaux               | Gabriel Diallo                                  | Joris De Loore                            | 6-0, 7-5          |
| 9 octobre  | Peugeot Slovak Open Bratislava 145 000 € - Dur (int.) - Tableaux               | Sriram Balaji Andre Begemann                    | Andrey Golubev Denys Molchanov            | 6-3, 5-7, [10-8]  |
| 9 octobre  | Malaga Open Málaga 145 000 € - Dur - Tableaux                                  | Ugo Blanchet                                    | Mattia Bellucci                           | 6-4, 6-4          |
| 9 octobre  | Malaga Open Málaga 145 000 € - Dur - Tableaux                                  | Julian Cash Robert Galloway                     | Andrew Harris John-Patrick Smith          | 7-5, 6-2          |
| 9 octobre  | Challenger de Buenos Aires Buenos Aires 130 000 $ - Terre battue - Tableaux    | Mariano Navone                                  | Federico Coria                            | 2-6, 6-3, 6-4     |
| 9 octobre  | Challenger de Buenos Aires Buenos Aires 130 000 $ - Terre battue - Tableaux    | Diego Hidalgo Cristian Rodríguez                | Fernando Romboli Marcelo Zormann          | 6-3, 6-2          |
| 9 octobre  | Shenzhen Longhua Open Shenzhen 130 000 $ - Dur - Tableaux                      | Aleksandar Kovacevic                            | Nuno Borges                               | 7-64, 7-65        |
| 9 octobre  | Shenzhen Longhua Open Shenzhen 130 000 $ - Dur - Tableaux                      | Alexander Erler Lucas Miedler                   | Piotr Matuszewski Matthew Romios          | 6-3, 6-4          |
| 9 octobre  | Taube - Grossman Pro Tennis Tournament Fairfield 80 000 $ - Dur - Tableaux     | Zachary Svajda                                  | Nishesh Basavareddy                       | 6-4, 6-1          |
| 9 octobre  | Taube - Grossman Pro Tennis Tournament Fairfield 80 000 $ - Dur - Tableaux     | Evan King Reese Stalder                         | Vasil Kirkov Denis Kudla                  | 7-5, 6-3          |
| 16 octobre | Olbia Challenger Olbia 145 000 $€ - Dur - Tableaux                             | Kyrian Jacquet                                  | Flavio Cobolli                            | 6-3, 6-4          |
| 16 octobre | Olbia Challenger Olbia 145 000 $€ - Dur - Tableaux                             | Rithvik Choudary Bollipalli Arjun Kadhe         | Ivan Sabanov Matej Sabanov                | 6-1, 6-3          |
| 16 octobre | AAT Challenger Santa Fe 2 Santa Fe 80 000 $ - Terre battue - Tableaux          | Mariano Navone                                  | Andrea Pellegrino                         | 3-6, 6-2, 6-3     |
| 16 octobre | AAT Challenger Santa Fe 2 Santa Fe 80 000 $ - Terre battue - Tableaux          | Luca Margaroli Santiago Rodríguez Taverna       | Franco Agamenone Mariano Kestelboim       | 7-62, 6-4         |
| 16 octobre | Shenzhen Luohu Challenger Shenzhen 80 000 $ - Dur - Tableaux                   | James Duckworth                                 | Coleman Wong                              | 6-0, 6-1          |
| 16 octobre | Shenzhen Luohu Challenger Shenzhen 80 000 $ - Dur - Tableaux                   | Gao Xin Wang Aoran                              | Mikalai Haliak Markos Kalovelonis         | 6-4, 6-2          |
| 16 octobre | Hamburg Ladies & Gents Cup Hambourg 36 000 € - Dur (int.) - Tableaux           | Illya Marchenko                                 | Dennis Novak                              | 6-2, 6-3          |
| 16 octobre | Hamburg Ladies & Gents Cup Hambourg 36 000 € - Dur (int.) - Tableaux           | Dennis Novak Akira Santillan                    | Alexandru Jecan Mick Veldheer             | 6-4, 3-6, [10-3]  |
| 23 octobre | Open Brest-Credit Agricole Brest 118 000 € - Dur (int.) - Tableaux             | Pedro Martínez                                  | Benjamin Bonzi                            | 7-66, 7-61        |
| 23 octobre | Open Brest-Credit Agricole Brest 118 000 € - Dur (int.) - Tableaux             | Yuki Bhambri Julian Cash                        | Robert Galloway Albano Olivetti           | 65-7, 6-3, [10-5] |
| 23 octobre | Festval Challenger Curitiba 80 000 $ - Terre battue - Tableaux                 | Hugo Dellien                                    | Oliver Crawford                           | 7-66, 4-6, 7-61   |
| 23 octobre | Festval Challenger Curitiba 80 000 $ - Terre battue - Tableaux                 | Guido Andreozzi Ignacio Carou                   | Diego Hidalgo Cristian Rodríguez          | 6-4, 6-4          |
| 23 octobre | City of Playford Tennis International Playford 80 000 $ - Dur - Tableaux       | James Duckworth                                 | Coleman Wong                              | 7-5, 7-5          |
| 23 octobre | City of Playford Tennis International Playford 80 000 $ - Dur - Tableaux       | Ryan Seggerman Patrik Trhac                     | Blake Ellis Tristan Schoolkate            | 6-3, 7-63         |
| 23 octobre | Sparkasse Challenger Val Gardena Ortisei 36 000 € - Dur (int.) - Tableaux      | Lukáš Klein                                     | Maks Kaśnikowski                          | 64-7, 7-64, 7-66  |
| 23 octobre | Sparkasse Challenger Val Gardena Ortisei 36 000 € - Dur (int.) - Tableaux      | Andrew Paulson Patrik Rikl                      | Maximilian Neuchrist Jakub Paul           | 4-6, 7-67, [11-9] |
| 30 octobre | Trofeo Perrel - Faip Bergame 73 000 € - Dur (int.) - Tableaux                  | Jack Draper                                     | David Goffin                              | 1-6, 7-63, 6-3    |
| 30 octobre | Trofeo Perrel - Faip Bergame 73 000 € - Dur (int.) - Tableaux                  | Evan King Brandon Nakashima                     | Francisco Cabral Henry Patten             | 6-4, 7-61         |
| 30 octobre | Jonathan Fried Pro Challenger Charlottesville 80 000 $ - Dur (int.) - Tableaux | Beibit Zhukayev                                 | Aidan Mayo                                | 6-3, 6-4          |
| 30 octobre | Jonathan Fried Pro Challenger Charlottesville 80 000 $ - Dur (int.) - Tableaux | John-Patrick Smith Sem Verbeek                  | Denis Kudla Thai-Son Kwiatkowski          | 3-6, 6-3, [10-5]  |
| 30 octobre | Challenger Ciudad de Guayaquil Guayaquil 80 000 $ - Terre battue - Tableaux    | Alejandro Tabilo                                | Daniel Elahi Galán                        | 6-2, 6-2          |
| 30 octobre | Challenger Ciudad de Guayaquil Guayaquil 80 000 $ - Terre battue - Tableaux    | Arklon Huertas del Pino Conner Huertas del Pino | Luca Margaroli Santiago Rodríguez Taverna | 6-3, 6-1          |
| 30 octobre | Wolffkran Open by Tannenhof Ismaning 73 000 € - Moquette (int.) - Tableaux     | Antoine Bellier                                 | Maximilian Marterer                       | 7-65, 65-7, 7-66  |
| 30 octobre | Wolffkran Open by Tannenhof Ismaning 73 000 € - Moquette (int.) - Tableaux     | Sriram Balaji Andre Begemann                    | Constantin Frantzen Hendrik Jebens        | 7-64, 6-4         |
| 30 octobre | NSW Open Sydney 80 000 $ - Dur - Tableaux                                      | Taro Daniel                                     | Marc Polmans                              | 6-2, 6-4          |
| 30 octobre | NSW Open Sydney 80 000 $ - Dur - Tableaux                                      | Ryan Seggerman Patrik Trhac                     | Ruben Gonzales Nam Ji-sung                | 6-4, 6-4          |

### Novembre
| Date        | Tournoi                                                                          | Vainqueurs                          | Finalistes                                   | Score             |
| ----------- | -------------------------------------------------------------------------------- | ----------------------------------- | -------------------------------------------- | ----------------- |
| 6 novembre  | HPP Open Helsinki 145 000 € - Dur (int.) - Tableaux                              | Corentin Moutet                     | Sumit Nagal                                  | 6-3, 3-6, 6-2     |
| 6 novembre  | HPP Open Helsinki 145 000 € - Dur (int.) - Tableaux                              | Sriram Balaji Andre Begemann        | Jeevan Nedunchezhiyan Vijay Sundar Prashanth | 6-2, 7-5          |
| 6 novembre  | Calgary National Bank Challenger Calgary 80 000 $ - Dur (int.) - Tableaux        | Liam Draxl                          | Dominik Köpfer                               | 6-4, 6-3          |
| 6 novembre  | Calgary National Bank Challenger Calgary 80 000 $ - Dur (int.) - Tableaux        | Juan Carlos Aguilar Justin Boulais  | Charles Broom Ben Jones                      | 6-3, 6-2          |
| 6 novembre  | Knoxville Challenger Knoxville 80 000 $ - Dur (int.) - Tableaux                  | Alex Michelsen                      | Denis Kudla                                  | 7-5, 4-6, 6-2     |
| 6 novembre  | Knoxville Challenger Knoxville 80 000 $ - Dur (int.) - Tableaux                  | Cannon Kingsley Luis David Martínez | Mac Kiger Mitchell Krueger                   | 7-63, 6-3         |
| 6 novembre  | Directv Open Lima Lima 80 000 $ - Terre battue - Tableaux                        | Luciano Darderi                     | Mariano Navone                               | 4-6, 6-3, 7-5     |
| 6 novembre  | Directv Open Lima Lima 80 000 $ - Terre battue - Tableaux                        | Mateus Alves Eduardo Ribeiro        | Nicolás Barrientos Orlando Luz               | 3-6, 7-5, [10-8]  |
| 6 novembre  | Unicharm Trophy Ehime International Open Matsuyama 80 000 $ - Dur - Tableaux     | Luca Nardi                          | Taro Daniel                                  | 3-6, 6-4, 6-2     |
| 6 novembre  | Unicharm Trophy Ehime International Open Matsuyama 80 000 $ - Dur - Tableaux     | Karol Drzewiecki Zdeněk Kolář       | Toshihide Matsui Kaito Uesugi                | 6-3, 6-2          |
| 13 novembre | Uruguay Open Montevideo 130 000 $ - Terre battue                                 | Facundo Díaz Acosta                 | Thiago Monteiro                              | 6-3, 4-3, ab.     |
| 13 novembre | Uruguay Open Montevideo 130 000 $ - Terre battue                                 | Guido Andreozzi Guillermo Durán     | Boris Arias Federico Zeballos                | 2-6, 7-62, [10-8] |
| 13 novembre | Paine Schartz Partners Challenger Champaign 80 000 $ - Dur (int.)                | Patrick Kypson                      | Alex Michelsen                               | 6-4, 6-3          |
| 13 novembre | Paine Schartz Partners Challenger Champaign 80 000 $ - Dur (int.)                | John-Patrick Smith Sem Verbeek      | Lucas Horve Oliver Okonkwo                   | 6-2, 7-64         |
| 13 novembre | Challenger Banque Nationale de Drummondville Drummondville 80 000 $ - Dur (int.) | Zizou Bergs                         | James Duckworth                              | 6-4, 7-5          |
| 13 novembre | Challenger Banque Nationale de Drummondville Drummondville 80 000 $ - Dur (int.) | André Göransson Toby Samuel         | Liam Draxl Giles Hussey                      | 62-7, 6-3, [10-8] |
| 13 novembre | Hyogo Noah Challenger Kobe 80 000 $ - Dur (int.)                                 | Duje Ajduković                      | Sho Shimabukuro                              | 6-4, 6-2          |
| 13 novembre | Hyogo Noah Challenger Kobe 80 000 $ - Dur (int.)                                 | Evan King Reese Stalder             | Andrew Harris Nam Ji-sung                    | 7-63, 2-6, [10-7] |
| 13 novembre | Good To Great Challenger Danderyd 80 000 $ - Dur (int.)                          | Maximilian Marterer                 | Brandon Nakashima                            | 2-6, 6-4, 6-3     |
| 13 novembre | Good To Great Challenger Danderyd 80 000 $ - Dur (int.)                          | Julian Cash Bart Stevens            | Jeevan Nedunchezhiyan Vijay Sundar Prashanth | 67-7, 6-4, [10-7] |
| 20 novembre | Aberto da República Brasilia 130 000 $ - Dur                                     | Alejandro Tabilo                    | Román Andrés Burruchaga                      | 6-3, 7-66         |
| 20 novembre | Aberto da República Brasilia 130 000 $ - Dur                                     | Nicolás Barrientos André Göransson  | Marcelo Demoliner Rafael Matos               | 7-63, 4-6, [11-9] |
| 20 novembre | Copa Faulcombridge Valence 118 000 € - Terre battue                              | Fabio Fognini                       | Roberto Bautista-Agut                        | 3-6, 7-68, 7-63   |
| 20 novembre | Copa Faulcombridge Valence 118 000 € - Terre battue                              | Andrea Pellegrino Andrea Vavassori  | Daniel Rincón Oriol Roca Batalla             | 6-2, 6-4          |
| 20 novembre | Keio Challenger Yokohama 80 000 $ - Dur                                          | Yosuke Watanuki                     | Yuta Shimizu                                 | 7-65, 6-4         |
| 20 novembre | Keio Challenger Yokohama 80 000 $ - Dur                                          | Filip Bergevi Mick Veldheer         | Ray Ho Calum Puttergill                      | 2-6, 7-5, [11-9]  |
| 27 novembre | Yokkaichi Challenger Yokkaichi 130 000 $ - Dur                                   | Zizou Bergs                         | Michael Mmoh                                 | 6-2, 7-62         |
| 27 novembre | Yokkaichi Challenger Yokkaichi 130 000 $ - Dur                                   | Evan King Reese Stalder             | Ray Ho Calum Puttergill                      | 7-5, 6-4          |
| 27 novembre | Maia Open Maia 118 000 € - Terre battue (int.)                                   | Nuno Borges                         | Benoît Paire                                 | 6-1, 6-4          |
| 27 novembre | Maia Open Maia 118 000 € - Terre battue (int.)                                   | Marco Bortolotti Andrea Vavassori   | Fernando Romboli Szymon Walków               | 6-4, 3-6, [12-10] |
| 27 novembre | Challenger Dove Men+Care Temuco Temuco 80 000 $ - Dur                            | Aleksandar Kovacevic                | Gilbert Klier Júnior                         | 4-6, 6-3, 6-3     |
| 27 novembre | Challenger Dove Men+Care Temuco Temuco 80 000 $ - Dur                            | Mateus Alves Matías Soto            | Aleksandar Kovacevic Keegan Smith            | 6-2, 7-5          |
| 27 novembre | eó Hotels Maspalomas Challenger Maspalomas 73 000 € - Terre battue               | Pedro Martínez                      | Kilian Feldbausch                            | 6-4, 4-6, 6-3     |
| 27 novembre | eó Hotels Maspalomas Challenger Maspalomas 73 000 € - Terre battue               | Scott Duncan Marcus Willis          | Théo Arribagé Sadio Doumbia                  | 7-65, 6-4         |

## Statistiques

### En simple
Joueurs les plus titrés :
| Joueur                 | Nombre | 175 | 125 | 100 | 75 | 50 | Titres                                                   |
| ---------------------- | ------ | --- | --- | --- | -- | -- | -------------------------------------------------------- |
| Mariano Navone         | 5      |     |     | 2   | 2  | 1  | Poznań, Buenos Aires, Santa Fe 1, Santa Fe 2, Santa Cruz |
| Thiago Seyboth Wild    | 4      |     | 1   |     | 2  | 1  | Gênes, Viña del Mar, Como, Buenos Aires                  |
| Facundo Díaz Acosta    | 4      |     |     | 1   | 3  |    | Montevideo, Savannah, Oeiras 4, Milan                    |
| Alejandro Tabilo       | 4      |     |     | 1   | 3  |    | Brasilia, Francavilla al Mare, Karlsruhe, Guayaquil      |
| Aleksandar Kovacevic   | 4      |     |     | 1   | 3  |    | Shenzhen, Cleveland, Waco, Temuco                        |
| Andy Murray            | 3      | 1   | 2   |     |    |    | Aix-en-Provence, Surbiton, Nottingham                    |
| Nuno Borges            | 3      | 1   | 1   | 1   |    |    | Phoenix, Monterrey, Maia                                 |
| Constant Lestienne     | 3      |     | 2   | 1   |    |    | Stanford, Saint-Tropez, Alicante                         |
| Matteo Arnaldi         | 3      |     | 1   |     | 2  |    | Heilbronn, Tenerife 2, Murcie                            |
| Max Purcell            | 3      |     |     | 3   |    |    | Chennai, Bangalore, Pune                                 |
| Zizou Bergs            | 3      |     |     | 1   | 2  |    | Yokkaichi, Tallahassee, Drummondville                    |
| Hamad Medjedovic       | 3      |     |     | 1   | 1  | 1  | Mauthausen, Mallorca, Székesfehérvár                     |
| Zachary Svajda         | 3      |     |     |     | 3  |    | Cary 2, Tiburon, Fairfield                               |
| Ugo Humbert            | 2      | 2   |     |     |    |    | Cagliari, Bordeaux                                       |
| Dominik Köpfer         | 2      | 1   | 1   |     |    |    | Turin, Mexico                                            |
| Luca Van Assche        | 2      |     | 2   |     |    |    | Pau, Sanremo                                             |
| Federico Coria         | 2      |     | 1   | 1   |    |    | Szczecin, Concepción                                     |
| Tomáš Macháč           | 2      |     | 1   | 1   |    |    | Orléans, Mouilleron-le-Captif                            |
| Thiago Agustín Tirante | 2      |     | 1   |     | 1  |    | Bogotá, Cuernavaca                                       |
| Fábián Marozsán        | 2      |     | 1   |     | 1  |    | Pérouse, Antalya                                         |
| Zsombor Piros          | 2      |     | 1   |     | 1  |    | Oeiras 3, Split                                          |
| Luca Nardi             | 2      |     | 1   |     | 1  |    | Porto, Matsuyama                                         |
| Hugo Gaston            | 2      |     |     | 2   |    |    | Iași, Trieste                                            |
| Vít Kopřiva            | 2      |     |     | 2   |    |    | Vérone, Tulln                                            |
| Benoît Paire           | 2      |     |     | 2   |    |    | Puerto Vallarta, San Benedetto del Tronto                |
| Pedro Martínez         | 2      |     |     | 1   | 1  |    | Brest, Maspalomas                                        |
| Duje Ajduković         | 2      |     |     | 1   | 1  |    | Lüdenscheid, Kobe                                        |
| Alexander Shevchenko   | 2      |     |     | 1   | 1  |    | Tenerife 1, Madrid                                       |
| Otto Virtanen          | 2      |     |     | 1   | 1  |    | Lille, Lugano                                            |
| Tomás Barrios Vera     | 2      |     |     |     | 2  |    | San Luis Potosí, Florianópolis                           |
| Francisco Comesaña     | 2      |     |     |     | 2  |    | Vicence, Liberec                                         |
| Térence Atmane         | 2      |     |     |     | 2  |    | Zhangjiagang, Guangzhou                                  |
| Luciano Darderi        | 2      |     |     |     | 2  |    | Todi, Lima 2                                             |
| Hugo Dellien           | 2      |     |     |     | 2  |    | Santiago, Curitiba                                       |
| James Duckworth        | 2      |     |     |     | 2  |    | Shenzhen, Playford                                       |
| Ivan Gakhov            | 2      |     |     |     | 2  |    | Gérone, Troisdorf                                        |
| Matteo Gigante         | 2      |     |     |     | 2  |    | Tenerife 3, Cordenons                                    |
| Hugo Grenier           | 2      |     |     |     | 2  |    | Les Franqueses del Vallès, Pozoblanco                    |
| Steve Johnson          | 2      |     |     |     | 2  |    | Bloomfield Hills, Lexington                              |
| Maximilian Marterer    | 2      |     |     |     | 2  |    | Amersfoort, Danderyd                                     |
| Alex Michelsen         | 2      |     |     |     | 2  |    | Chicago, Knoxville                                       |
| Sumit Nagal            | 2      |     |     |     | 2  |    | Rome, Tampere                                            |
| Dominic Stricker       | 2      |     |     |     | 2  |    | Rovereto, Prague                                         |
| Jordan Thompson        | 2      |     |     |     | 2  |    | Rome, Gwangju                                            |
| Patrick Kypson         | 2      |     |     |     | 1  | 1  | Champaign, Medellín                                      |
| Illya Marchenko        | 2      |     |     |     | 1  | 1  | Salinas, Hambourg                                        |
| Sho Shimabukuro        | 2      |     |     |     | 1  | 1  | Tunis, Nonthaburi 3                                      |
| Juan Manuel Cerúndolo  | 2      |     |     |     |    | 2  | Tigre 1, Tigre 2                                         |